# Eristavi

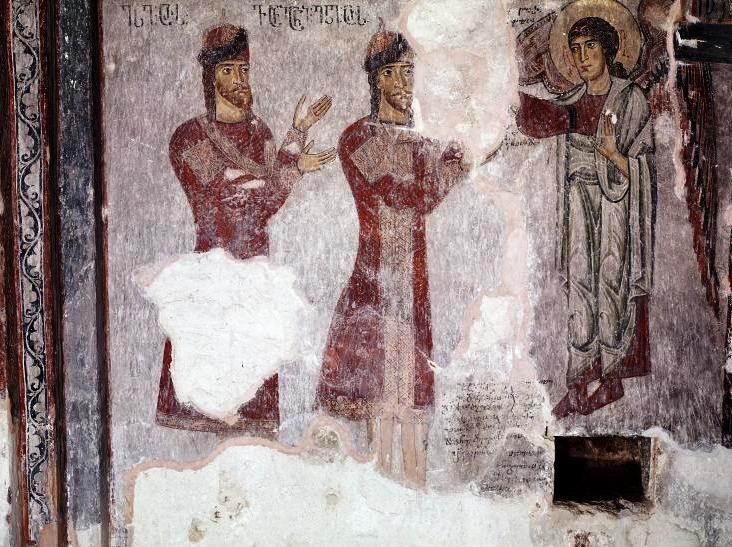
Fresco del en Racha (Georgia), representando al eristavi Kvariani.

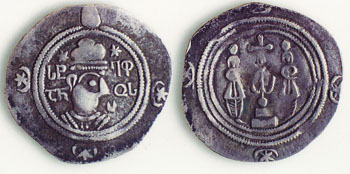
Moneda de plata acuñada por el erismtavari Esteban I de Iberia,.

Eristavi (en georgiano: ერისთავი}}; literalmente, 'líder del pueblo') era un cargo feudal de Georgia, más o menos equivalente a un gobernador y autoridad militar en su territorio, un strategos bizantino y normalmente traducido al español como 'duque'.
En la jerarquía aristocrática georgiana, era un título de tercer rango después del príncipe y el gobernador de una provincia grande. Los dignatarios de este título eran comandantes ex officio de un sadrocho militar, llevaban una vestimenta, anillo, cinturón y lanza distintivas y montaban sobre una raza particular de caballos.
En la Alta Edad Media, también existía el cargo de eristavtmtavari o "príncipe de duques", el puesto político más alto en el Principado de Iberia entre los siglos VI y IX y el de eristavteristavi (en georgiano: ერისთავთ-ერისთავი), es decir 'duque de duques' o archiduque, que tenía un rango más alto que el de eristavi. Sin embargo, es improbable que el poseedor del título tuviese algún eristavi subordinado. 
Erismtavari (en georgiano: ერიმთაარი; literalmente, 'jefe del pueblo' o gran duque) era un título similar que se otorgaba principalmente a los gobernantes pre-bagrátidas de Iberia (Georgia), aunque más tarde, se terminó usando indistintamente con el de eristavi.
El título dio origen al apellido de cuatro casas nobles georgianas: Eristavi de Aragvi, Eristavi de Ksani, Eristavi de Racha y Eristavi de Guria, confirmadas en sus rangos principescos en Georgia bajo el Imperio ruso en el siglo XIX. A menudo se conocía a estas familias simplemente como Eristov en Rusia, aunque no tenían el mismo origen.